# SZD-35 Bekas
SZD-35 Bekas – polski, dwumiejscowy szybowiec szkolny przeznaczony do podstawowego szkolenia pilotów jak również do wykonywania samodzielnych lotów, podstawowej akrobacji, lotów bez widoczności ziemi, lotów żaglowych i zboczowych. Skonstruowany w Szybowcowym Zakładzie Doświadczalnym w Bielsku-Białej.

## Historia
Szybowiec powstał na zamówienie aeroklubu Niemieckiej Republiki Demokratycznej. Miał to być szybowiec, na którym mogliby latać piloci mający już doświadczenie w pilotowaniu szybowców SZD-30 Pirat, których wiele wyeksportowano do NRD. Szybowiec opracował zespół konstruktorów pod kierownictwem inżyniera Józefa Niespała w 1968 roku. W celu przyspieszenia prac oraz z powodów ekonomicznych prace oparto na oprzyrządowaniu warsztatowym z innych szybowców budowanych w Szybowcowym Zakładzie Doświadczalnym. Wykorzystano również dokumentacje szybowców SZD-9 Bocian, SZD-34 Bocian 3, SZD-12 Mucha 100. W 60% stworzono zupełnie nową dokumentację techniczną, w 20% zachowano istniejącą już dokumentację bez zmian, a w pozostałych 20% oparto się na istniejącej dokumentacji, ale zmodyfikowano ją pod kątem nowej konstrukcji. Gotowy prototyp 29 listopada 1970 roku oblatał pilot doświadczalny Adam Zientek. Próby i naniesione poprawki uczyniły z Bekasa szybowiec w pełni sprawny, wybaczający sporo błędów mniej doświadczonym pilotom. W marcu 1971 roku oblatano drugi prototyp SZD-35. Wybudowano jeszcze trzeci szybowiec przeznaczony do prób statycznych. Z powodu wycofania się z zamówienia niemieckiego importera dalszych prac nad modyfikacją konstrukcji już nie kontynuowano i poprzestano na wybudowaniu trzech egzemplarzy. Jeden z latających egzemplarzy (SP-2557) przekazano do użytkowania w Aeroklubie Gliwickim, a drugi (SP-2553) w Aeroklubie Rzeszowskim.
18 października 2007 roku egzemplarz o rejestracji SP-2553 uległ wypadkowi po wykonaniu startu grawitacyjnego na szybowisku w Bezmiechowej. W wyniku wypadku zginęła jedna osoba, jedna została ciężko ranna, a sam szybowiec uległ całkowitemu zniszczeniu.

## Konstrukcja
Bekas jest dwumiejscowym, drewnianym, wolnonośnym średniopłatem z klasycznym usterzeniem. Dwudzielne, jednodźwiagrowe skrzydła o trapezowym obrysie, ujemnym skosie 4° i laminarnym profilu z bezszczelinowymi lotkami i płytowymi hamulcami aerodynamicznymi. Na końcówkach skrzydeł zamontowano laminatowe płozy. Kadłub o konstrukcji półskorupowej, przód pokryty laminatem, a część środkowa i tylna sklejką. Koło podwozia zaopatrzone w hamulec, na końcu kadłuba kółko ogonowe. Zamontowany zaczep przedni, dolny oraz hak do startu przy użyciu gumowych lin.